# Běh pro Paraple

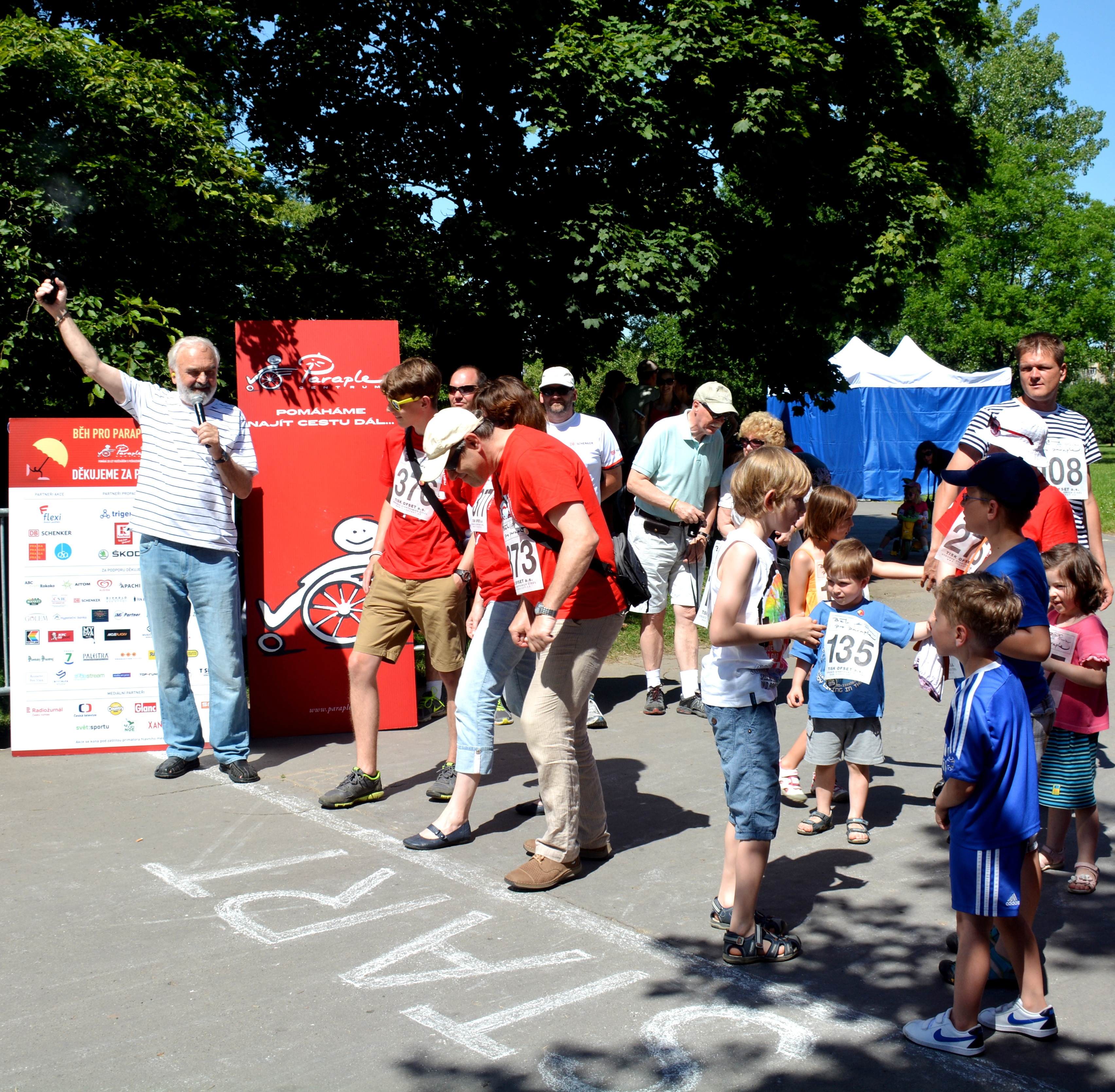
Start jednoho z běhů v roce 2014

Běh pro Paraple je sportovní zápolení pořádané Centrem Paraple a jeho první ročník se konal v roce 2000. Závod je reakcí na výzvu Michala Horáčka, který se v roce 1999 vsadil o 100 tisíc korun, že vyhraje pětikilometrový běh. Zvítězil a získanou částku věnoval na konto centra Paraple a vyzval k následování.
V běhu soupeří dvojice na trati o délce 100 nebo 800 metrů. Soupeři se před závodem dohodnou na finanční částce, kterou po závodě uhradí pomalejší a věnuje ji na Centru Paraple. Na vítěze běhu si mohou vsadit i diváci a také ti pak své výhry přenechávají Centru Paraple. Během prvního ročníku závodu v roce 2000 se takto vybralo téměř 170 tisíc korun.
Klání se účastní také veřejně známé osobnosti. V roce 2000 to například byli Petr Novotný, Jan Vančura, Jan Kašpar, Jan Ruml nebo Zdeněk Svěrák, jenž je současně spolupořadatelem závodů. V dalších letech pak také Jan Tříska (2002), Martin Doktor (2004), Zora Jandová (2004), Jiří Menzel (2004), Karel Schwarzenberg (2010) či Jiřina Bohdalová (2010).